# Радес

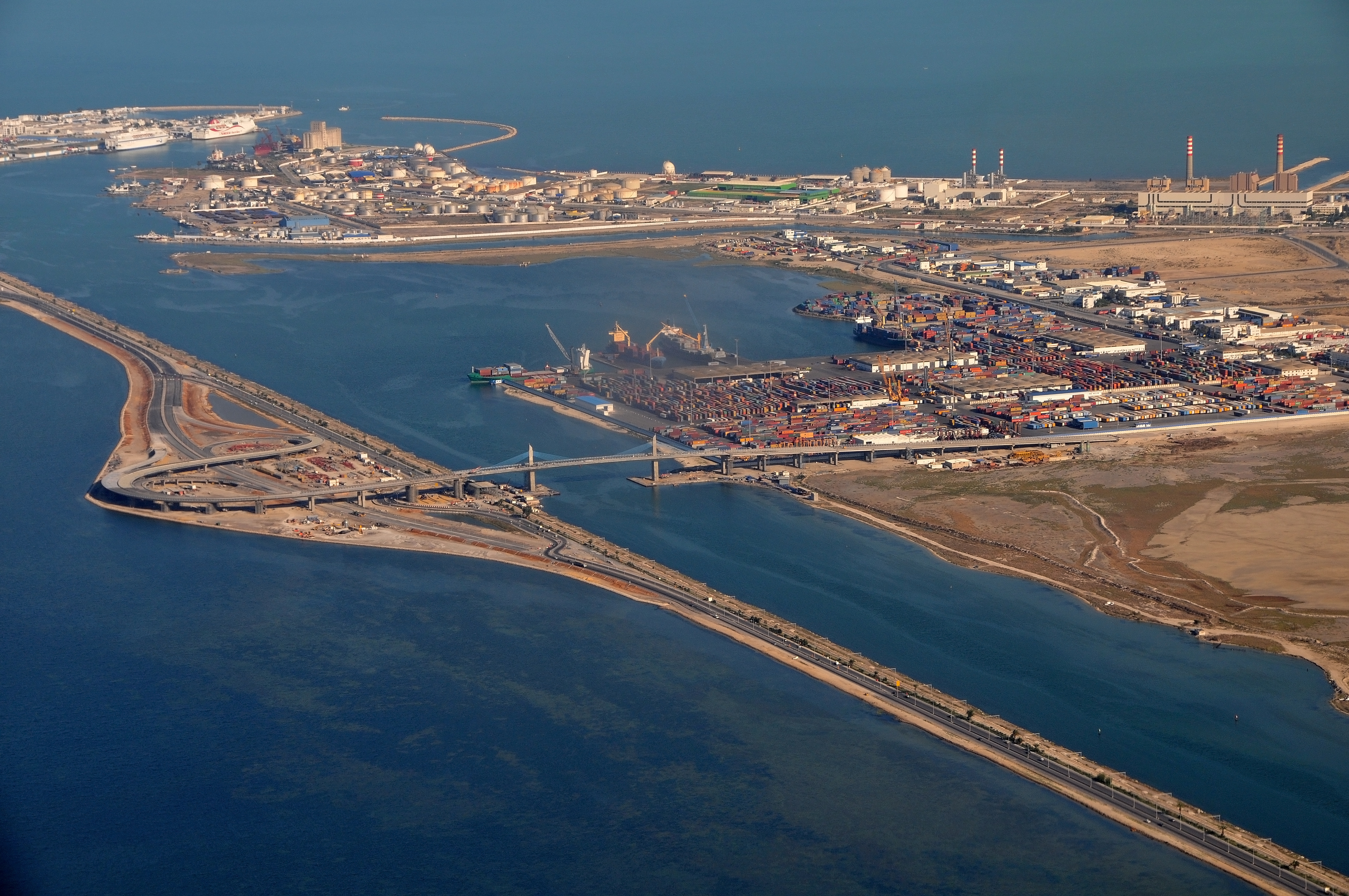
Портовая часть Радеса

Радес (араб. رادس‎) — город и морской порт в тунисской провинции Бен-Арус, расположен в 9 км от тунисской столицы и к югу от порта Ла-Гулет.
Название происходит от латинского слова «вёсла» (в древности здесь существовала переправа на Карфаген). Население около 45 тысяч жителей (2004).
В Радесе расположен Олимпийский стадион (Радес), где тренируется сборная Туниса по футболу.
Андрей Белый оставил следующее описание города:

Как великолепен Радес, когда солнце склоняется. Он — под ногами; блещут чуть розоватые на заре, а днем белоснежные кубы домов и башенок; через белые стены заборов бьет пурпур цветов в пустую кривую уличку; вон справа — шелест серебряной чащи оливок; вдали — розоватый пух расцветающих миндалей, за которыми — распростерший объятия с востока на запад Тунисский залив, выбегающий Карфагенским мысом.